# Fayssal Harchaoui
Fayssal Harchaoui (Bergheim, Alemania, 15 de enero de 2006) es un futbolista alemán que juega de centrocampista en el F. C. Colonia de la 2. Bundesliga.

## Estadísticas

### Clubes
Actualizado al último partido disputado el 20 de abril de 2025.
| Club                        | Div.          | Temporada     | Liga  | Liga  | Copas nacionales | Copas nacionales | Copas internacionales | Copas internacionales | Total | Total |
| Club                        | Div.          | Temporada     | Part. | Goles | Part.            | Goles            | Part.                 | Goles                 | Part. | Goles |
| --------------------------- | ------------- | ------------- | ----- | ----- | ---------------- | ---------------- | --------------------- | --------------------- | ----- | ----- |
| F. C. Colonia II · Alemania | 4.ª           | 2024-25       | 4     | 0     | —                | —                | —                     | —                     | 4     | 0     |
| F. C. Colonia II · Alemania | Total club    | Total club    | 4     | 0     | 0                | 0                | 0                     | 0                     | 4     | 0     |
| Total carrera               | Total carrera | Total carrera | 4     | 0     | 0                | 0                | 0                     | 0                     | 4     | 0     |